# UTRA Absolute Radio Frequency Channel Number
Die UTRA Absolute Radio Frequency Channel Number, kurz UARFCN, ist eine ganze Zahl, die aus der Sendefrequenz eines UMTS-Trägers berechnet wird. UTRA ist die Abkürzung für UMTS Terrestrial Radio Access.
Der wesentliche Unterschied zur ARFCN in GSM besteht darin, dass innerhalb des UTRAN auch innerhalb der einzelnen Bänder kein fester Duplexabstand vorgeschrieben ist und für Up- und Downlinkrichtung daher unterschiedliche UARFCN verwendet werden. In LTE-Netzen wird die EARFCN (E-UTRA Absolute Radio Frequency Channel Number) verwendet.
Innerhalb des UMTS-Mobilfunknetzes wird ausschließlich die UARFCN verwendet. Die Umrechnung in eine Sende- bzw. Empfangsfrequenz geschieht erst im Endgerät oder der Basisstation (NodeB).

## Berechnungsgleichungen
Es gilt {\displaystyle f_{\mathit {UplinkLow}}\leq f_{Uplink}\leq f_{\mathit {UplinkHigh}}}  und  {\displaystyle f_{\mathit {DownlinkLow}}\leq f_{\mathit {Downlink}}\leq f_{\mathit {DownlinkHigh}}}
Die UARFCN berechnet sich dann wie folgt:
{\displaystyle {\mathit {UARFCN}}_{\mathit {Uplink}}=5\cdot (f_{\mathit {Uplink}}-f_{\mathit {OffsetUp}})}
{\displaystyle {\mathit {UARFCN}}_{\mathit {Downlink}}=5\cdot (f_{\mathit {Downlink}}-f_{\mathit {OffsetDown}})}
Da die Schrittweite der Kanäle bei UMTS 200 kHz beträgt, wurde der Faktor 5 gewählt, so dass die UARFCN eine ganze Zahl ergibt.
Up- und Downlinkfrequenz berechnen sich aus der UARFCN wie folgt:
{\displaystyle f_{\mathit {Uplink}}={\frac {{\mathit {UARFCN}}_{\mathit {Uplink}}}{5}}+f_{\mathit {OffsetUp}}}
{\displaystyle f_{\mathit {Downlink}}={\frac {{\mathit {UARFCN}}_{\mathit {Downlink}}}{5}}+f_{\mathit {OffsetDown}}}
In den einzelnen Bändern gelten für die Parameter die Werte dieser Tabelle:
| Band | fOffsetUp | fUplinkLow | fUplinkHigh | fOffsetDown | fDownlinkLow | fDownlinkHigh | ARFCNUplink | ARFCNDownlink |
| ---- | --------- | ---------- | ----------- | ----------- | ------------ | ------------- | ----------- | ------------- |
| I    | 0         | 1922,4     | 1977,6      | 0           | 2112,4       | 2167,6        | 9612–9888   | 10562–10838   |
| II   | 0         | 1852,4     | 1907,6      | 0           | 1932,4       | 1987,6        | 9262–9538   | 9662–9938     |
| III  | 1525      | 1712,4     | 1782,6      | 1575        | 1807,4       | 1877,6        | 937–1288    | 1162–1513     |
| IV   | 1450      | 1712,4     | 1752,6      | 1805        | 2112,4       | 2152,6        | 1312–1513   | 1537–1738     |
| V    | 0         | 826,4      | 846,6       | 0           | 871,4        | 891,6         | 4132–4233   | 4357–4458     |
| VI   | 0         | 832,4      | 837,6       | 0           | 877,4        | 882,6         | 4162–4188   | 4387–4413     |
| VII  | 2100      | 2502,4     | 2567,6      | 2175        | 2622,4       | 2687,6        | 2012–2338   | 2237–2563     |
| VIII | 340       | 882,4      | 912,6       | 340         | 927,4        | 957,6         | 2712–2863   | 2937–3088     |
| IX   | 0         | 1752,4     | 1782,4      | 0           | 1847,4       | 1877,4        | 8762–8912   | 9237–9387     |
| X    | 1135      | 1712,4     | 1767,6      | 1490        | 2112,4       | 2167,6        | 2887–3163   | 3112–3388     |
| XI   | 733       | 1430,4     | 1450,4      | 736         | 1478,4       | 1498,4        | 3487–3587   | 3712–3812     |
| XII  | −22       | 700,4      | 713,6       | −37         | 730,4        | 743,6         | 3612–3678   | 3837–3903     |
| XIII | 21        | 779,4      | 784,6       | −55         | 748,4        | 753,6         | 3792–3818   | 4017–4043     |
| XIV  | 12        | 790,4      | 795,6       | −63         | 760,4        | 765,6         | 3892–3918   | 4117–4143     |
| XIX  | 770       | 832,4      | 842,6       | 735         | 877,4        | 887,6         | 312–363     | 712–763       |

In Deutschland wird das Band I im FDD-Modus verwendet.